# Холодильник (химия)

Установка для перегонки с нисходящим холодильником Либиха (5)

Холоди́льник — лабораторный прибор для конденсации паров жидкостей при перегонке или нагревании (кипячении). Используют для отгонки растворителей из реакционной среды, для разделения смесей жидкостей на компоненты (фракционная перегонка) или для очистки жидкостей перегонкой.
В зависимости от способа применения различают следующие типы холодильников:
- прямой холодильник (нисходящий) — применяется для конденсирования паров и отвода образовавшегося конденсата из реакционной системы. Сбор конденсата ведется в колбу-приемник;
- обратный холодильник — применяется для конденсирования паров и возврата конденсата в реакционную массу. Устанавливают такие холодильники обычно вертикально.

## Виды холодильников
Обратные, или восходящие, холодильники используются при проведении реакции при температуре кипения реакционной смеси, но без отгонки жидкости; они обеспечивают конденсацию паров и стекание конденсата обратно в реактор по стенкам холодильника.
Дефлегматор — холодильник для частичной конденсации лёгкой части пара, дефлегмации.
Простейшим типом лабораторного холодильника является воздушный, представляющий собой обычно просто стеклянную трубку, которая охлаждается окружающим воздухом. Он применяется исключительно в работе с высококипящими жидкостями (желательно с точкой кипения не ниже 300 °С), которые в работе с водяным холодильником за счёт большой разницы температур могли бы дать в стекле холодильника трещину.
Типы холодильников:
- холодильник Либиха — может использоваться в качестве прямого и обратного
- холодильник Веста — модификация холодильника Либиха, отличается изогнутой трубкой. Примерно в два раза более производителен, но мало пригоден для фракционной перегонки, так как часть конденсата задерживается в изгибах.
- холодильник Аллина (шариковый)
- холодильник Грэхема
- холодильник Димрота
- холодильник Фридерихса
- холодильник Штеделера
- холодильник Ширма-Гопкинса
- Погружной холодильник «охлаждающий палец»

## Применение
При работе с жидкостями, имеющими температуру кипения ниже 180 °С, используются различные по форме водяные холодильники — либиховский, шариковый, змеевиковые и т. п. Для перегонки с наклонно установленным нисходящим холодильником наиболее удобен холодильник Либиха (за исключением случая перегонки жидкостей с очень низкой температурой кипения, например диэтилового эфира). Пальцеобразные холодильники применяются обычно в качестве обратных либо для конденсации паров при проведении сублимации.
Воздушный холодильник
Относится к простейшим по конструкции холодильникам и представляет собой длинную стеклянную трубку. Такой холодильник применяется только при работе с высококипящими жидкостями (температура кипения более 150 °С), поскольку охлаждающее действие воздуха невелико. Холодильник может применяться в качестве прямого или обратного. Как обратный, холодильник такого типа малоэффективен: движение жидкости преимущественно отвечает ламинарному потоку и вещество легко «выбрасывается». В качестве нисходящего такой холодильник можно использовать при не слишком большой скорости перегонки для веществ с температурой кипения более 150 °С.
Шариковый воздушный холодильник
Применяется в качестве обратного. Шариковые холодильники более эффективны, чем обычные (прямые по конструкции) воздушные холодильники, за счет большей поверхности теплообмена. Такие холодильники нашли применение для полумикросинтезов, где количество отводимого тепла невелико и для конденсации даже низкокипящих веществ воздушное охлаждение оказывается вполне достаточным. (При необходимости в этом случае холодильник можно обмотать влажной фильтровальной бумагой.)
Холодильник Либиха
Применяется преимущественно в качестве нисходящего примерно до 160 °С. Охлаждающим средством для веществ с температурой кипения менее 120 °С служит в нём проточная вода, а в интервале 120—160 °С — непроточная.
Холодильник Либиха состоит из двух стеклянных трубок запаянных одна в другую. По внутренней трубке движутся пары жидкости, а по внешней (рубашка) охлаждающий агент (холодная вода).
В качестве обратного такой холодильник малоэффективен, так как имеет малую охлаждающую поверхность и ламинарное течение паров; с этой целью он применяется только для относительно высококипящих (температура кипения более 100°С) соединений. На наружной поверхности холодильника конденсируется атмосферная влага, которая через капиллярные течи в шлифе может попадать внутрь колбы, поэтому шлифы на холодильнике и колбе следует тщательно смазывать. Рекомендуется также на холодильнике выше шлифа надевать манжету из сухой фильтровальной бумаги. Более высококипящие жидкости в месте спая А могут обусловить возникновение внутреннего напряжения, что вызывает растрескивание стекла. Поэтому холодильники Либиха нельзя изготовлять из нетермостойкого стекла.
Шариковый холодильник
Используется исключительно как обратный. Поскольку этот холодильник имеет шаровидные расширения, ток паров становится в нём турбулентным; охлаждающее действие такого холодильника значительно выше, чем у холодильника Либиха. Однако на внешней его поверхности также конденсируется атмосферная влага и место спая А также является опасным. Подача охлаждающего агента производится снизу-вверх. Через шариковый холодильник удобно вставлять ось мешалки, вводить в реактор различные вещества, хорошо смываемые в колбу конденсатом и подогреваемые им. Обычно число шариков у таких холодильников колеблется от 3 до 8. Во избежание захлебывания, когда конденсат не успевает стекать обратно в колбу с кипящей жидкостью, обратный шариковый холодильник устанавливают в наклонном положении, но наклон не должен быть слишком большим, чтобы конденсат не скапливался в шарах. Скопление конденсата приводит к уменьшению эффективной охлаждающей поверхности холодильника.
Змеевиковый холодильник
Никогда не используется как обратный, так как конденсат, который недостаточно хорошо стекает по сгибам змеевика, может быть выброшен из холодильника и послужить причиной несчастного случая. Змеевиковый холодильник, установленный вертикально, является наиболее эффективным нисходящим холодильником, особенно для низкокипящих веществ.
Холодильник Штеделера
Модификация змеевикового холодильника, в котором охлаждающий сосуд может быть заполнен смесью льда с поваренной солью, твердой углекислотой с ацетоном и т. д. Такой холодильник можно применять для конденсации веществ, кипящих при очень низких температурах.
Холодильник Димрота
Очень эффективный обратный холодильник. Его также используют в качестве нисходящего если можно пренебречь относительно большими потерями дистиллята на змеевике. Спай змеевика с рубашкой А находится вне зоны с большим перепадом температур, поэтому, применяя такой холодильник при работе с жидкостями, кипящими выше 160 °С, можно не опасаться осложнений. Поскольку внешней рубашкой холодильника является воздух при комнатной температуре, на её поверхности не конденсируется атмосферная влага (см. выше). Правда, низкокипящие вещества могут «ползти» по внутренней стороне рубашки и тем самым «протаскивать» зону охлаждения. Холодильник Димрота поэтому не подходит в качестве обратного для сравнительно низкокипящих веществ, например для эфира. У верхнего открытого конца холодильника на подводящих воду шлангах легко конденсируется атмосферная влага, поэтому его снабжают хлоркальциевой трубкой[прояснить].
Погружной холодильник — «охлаждающий палец»
Этот обратный холодильник особой формы (его можно специально не закреплять в системе охлаждения) используется прежде всего в приборах для полумикрометодов. Если «охлаждающий палец» введен в реакционный сосуд на пробке прибор не должен быть герметичным.

### Монтаж
Химические холодильники могут использоваться либо как обратные, либо как нисходящие (различаются положением и способом закрепления при установке прибора).
Верхнюю часть холодильника присоединяют к колбе Вюрца, насадке Вюрца или трубке, отходящей от колбы, в которой имеется исходная смесь. Нижнюю часть соединяют с аллонжем, через который продукт синтеза или перегонки поступает в приёмник.
Охлаждающий агент (вода) подается исключительно снизу вверх. При подаче хладагента сверху вниз заполнение рубашки холодильника будет неполным, что сделает охлаждение неэффективным. Кроме того при такой подаче холодильник может выйти из строя (треснуть) из-за локальных перегревов рубашки.
Необходимо постоянно следить, чтобы через рубашку холодильника не прекращалась циркуляция воды, так как отключение холодильника может привести к пожарам и взрывам.

## Галерея

Холодильник Либиха
Холодильник Аллина (шариковый)
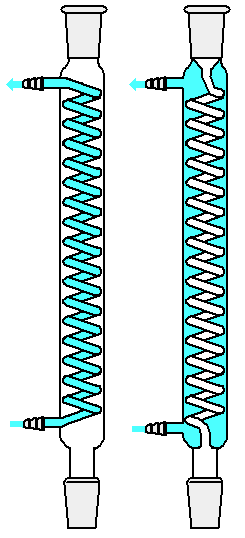
Холодильники Грэхема (змеевиковые)
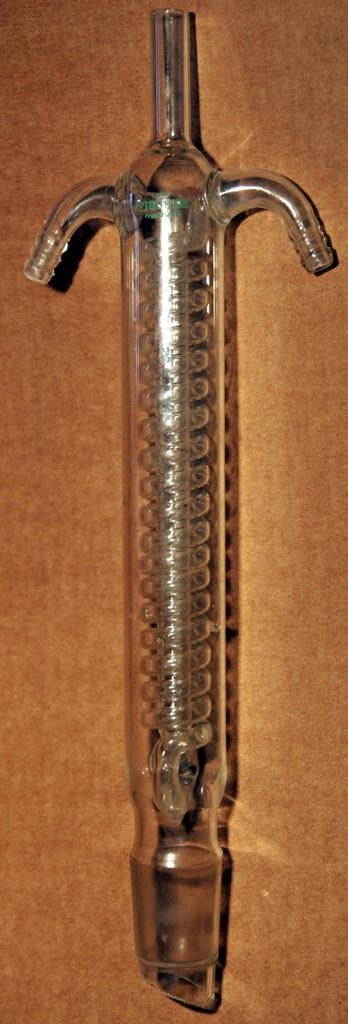
Холодильник Димрота
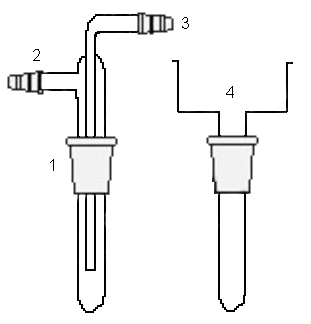
Пальцеобразный холодильник